# H4 (Paralympics)
H4 ist eine Startklasse für Sportler im paralympischen Para-Radsport für Sportler in den Teilsportarten Bahnradrennen und im Straßenradrennen. Die Klasseneinteilung kennzeichnet den wettbewerbsrelevanten Grad der funktionellen Behinderung eines Sportlers. Die Zugehörigkeit von Sportlern zur Startklasse ist wie folgt skizziert:
„Radsportler der Klasse H4 sind nicht fähig, auf den Knien zu hocken und müssen liegend auf einem Handbike starten. Sowohl ein Hocken auf dem Handbike als auch die Nutzung von Zweirädern oder Dreirädern ist aufgrund der körperlichen Beeinträchtigung nicht möglich. Eines der folgenden Minimumkriterien muss zusätzlich erfüllt sein:
- vollständige Querschnittslähmung im unteren Bereich der Brustwirbelsäule (Th11) oder darunter – oder
- keine bis marginale Beinfunktion und normale bis annähernd normale Rumpfstabilität – oder
- unvollständiger Verlust der Beinfunktion (z. B. unvollständige Querschnittslähmung) zusammen mit anderen Beeinträchtigungen, die ein Starten im Hocken verhindern – oder
- beidseitige Lähmung der Beine sowie gleichzeitig Ataxie, Athetose bzw. Muskelhypertonus, wobei die oberen Extremitäten nahezu unbeeinflusst sind – oder
- halbseitige Lähmung mit mäßiger Spastik, die Beine sind stärker beeinträchtigt.

Es gilt:
- der Athlet / die Athletin muss auf dem Handbike liegen und benutzt im Wesentlichen die Arme, um das Handbike anzutreiben.“